# Degithina sollicitoria
Degithina sollicitoria är en stekelart som först beskrevs av Fabricius 1775.  Degithina sollicitoria ingår i släktet Degithina och familjen brokparasitsteklar. Inga underarter finns listade i Catalogue of Life.